# 橋本 (福岡市)
橋本（はしもと）は、福岡県福岡市西区にある地名。大字橋本と1丁目と2丁目が設置されている。郵便番号は819-0031、大字橋本が819-0033。

## 地理
福岡市西区の北東部に位置し、東側は室見川と接している。町内を福岡外環状道路が南北に走っており、その上に沿って福岡高速道路環状線が走っている。
1996年（平成8年）から福岡市地下鉄七隈線の西の終点駅として橋本駅が建設され、2005年（平成17年）に橋本駅と天神南駅間が開通すると、ショッピングモール木の葉モール橋本がオープンするなど、商業地域として発展している。

### 河川
橋本の東側に流れる河川は次の通り。
- 室見川（二級河川[3]）

主な河川の写真
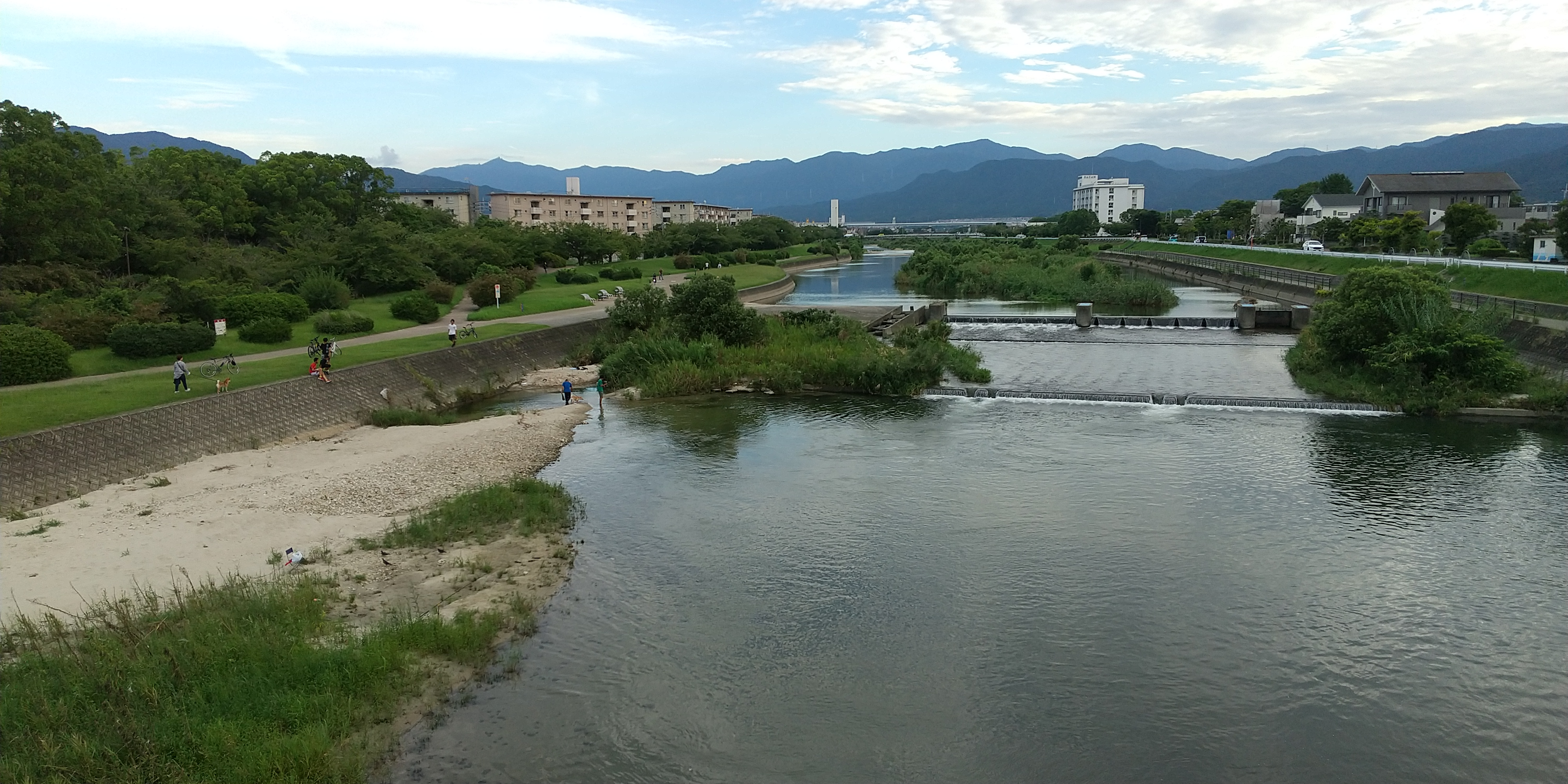
室見川（福重橋の上流側、左：早良区小田部及び室住団地、右：西区福重及び橋本）
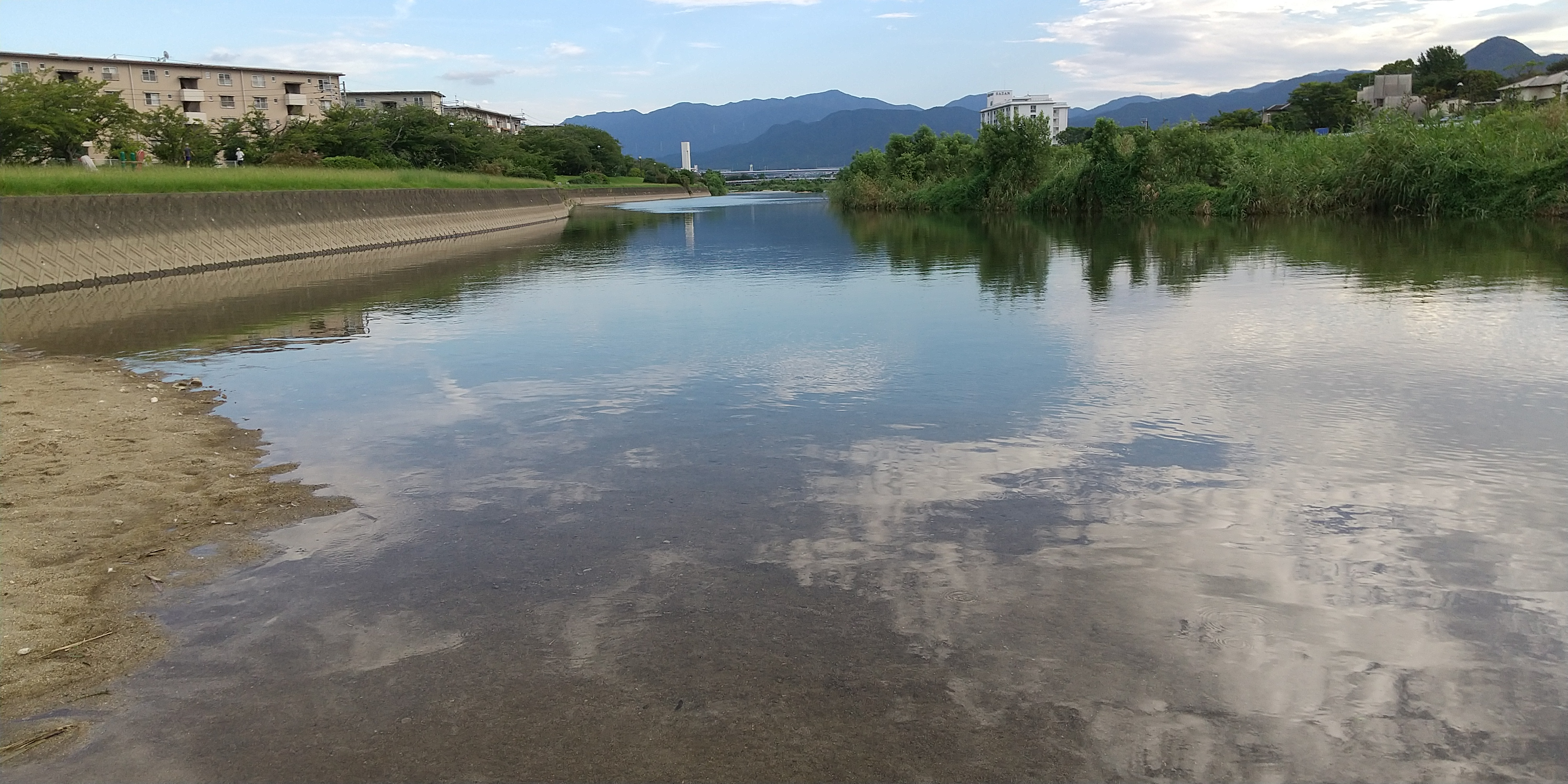
室見川（浜井手堰の上流側、左：早良区小田部及び室住団地、右：西区福重及び橋本）

## 歴史

### 町域の変遷
| 住居表示実施後           | 実施年月日         | 住居表示実施前（各大字の一部） |
| ------------------------ | ------------------ | ------------------------------ |
| 橋本一丁目から橋本二丁目 | 1986年（昭和61年） | 大字橋本・大字拾六町           |

## 主な施設

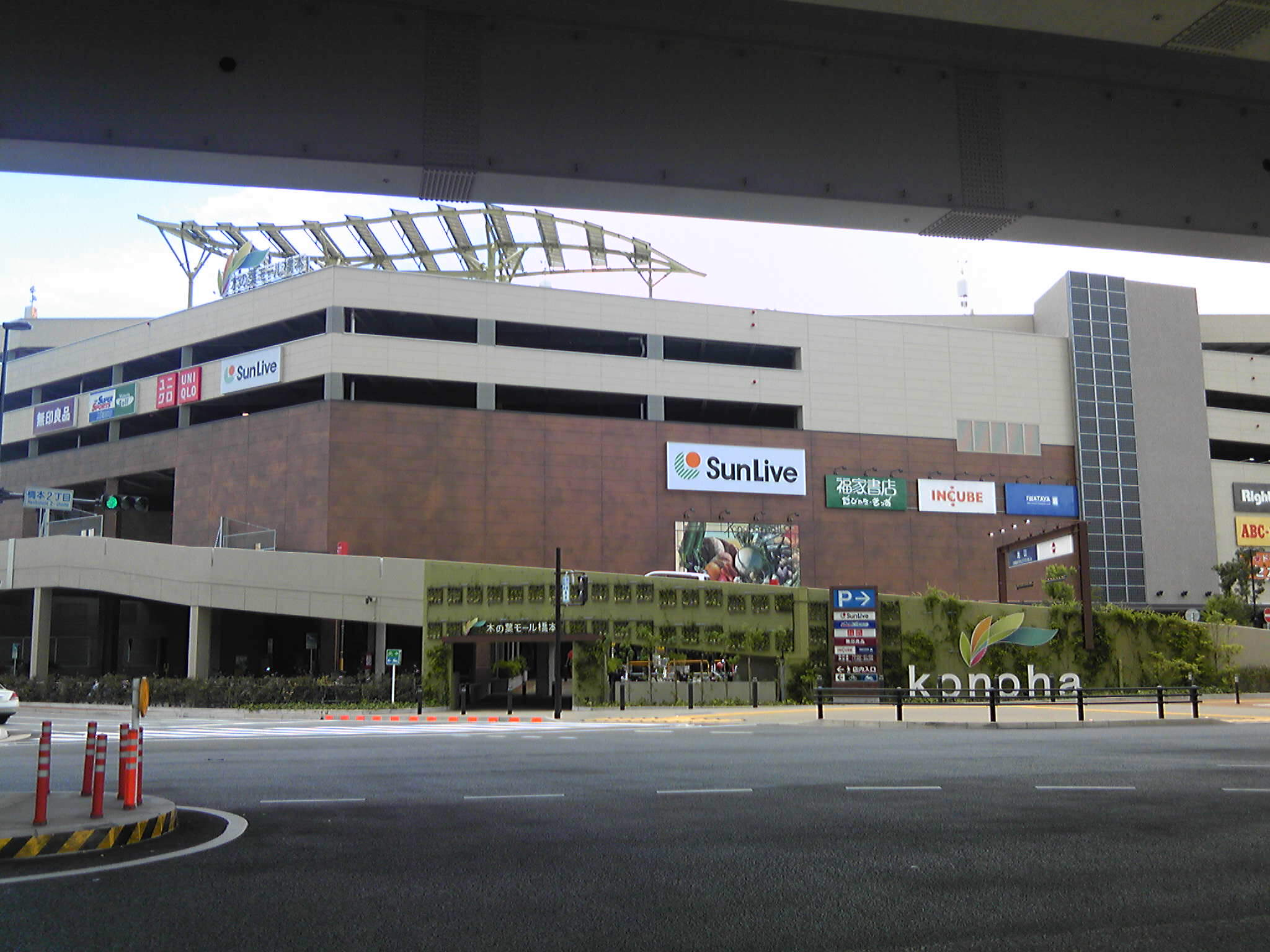
木の葉モール橋本

- 木の葉モール橋本
- 福岡市地下鉄橋本車両基地
- 橋本田園スポーツ広場
- 橋本公園
- 橋本八幡宮
- 須賀神社
- 室見川河畔公園
- コジマ×ビックカメラ福岡西店
- ミスターマックス橋本店

### 教育施設
- 福岡市立壱岐東小学校[4]

※ただし、橋本1丁目14番のみ壱岐東小学校の通学区域で、それ以外の地区は福岡市立壱岐南小学校の通学区域である。

## 交通

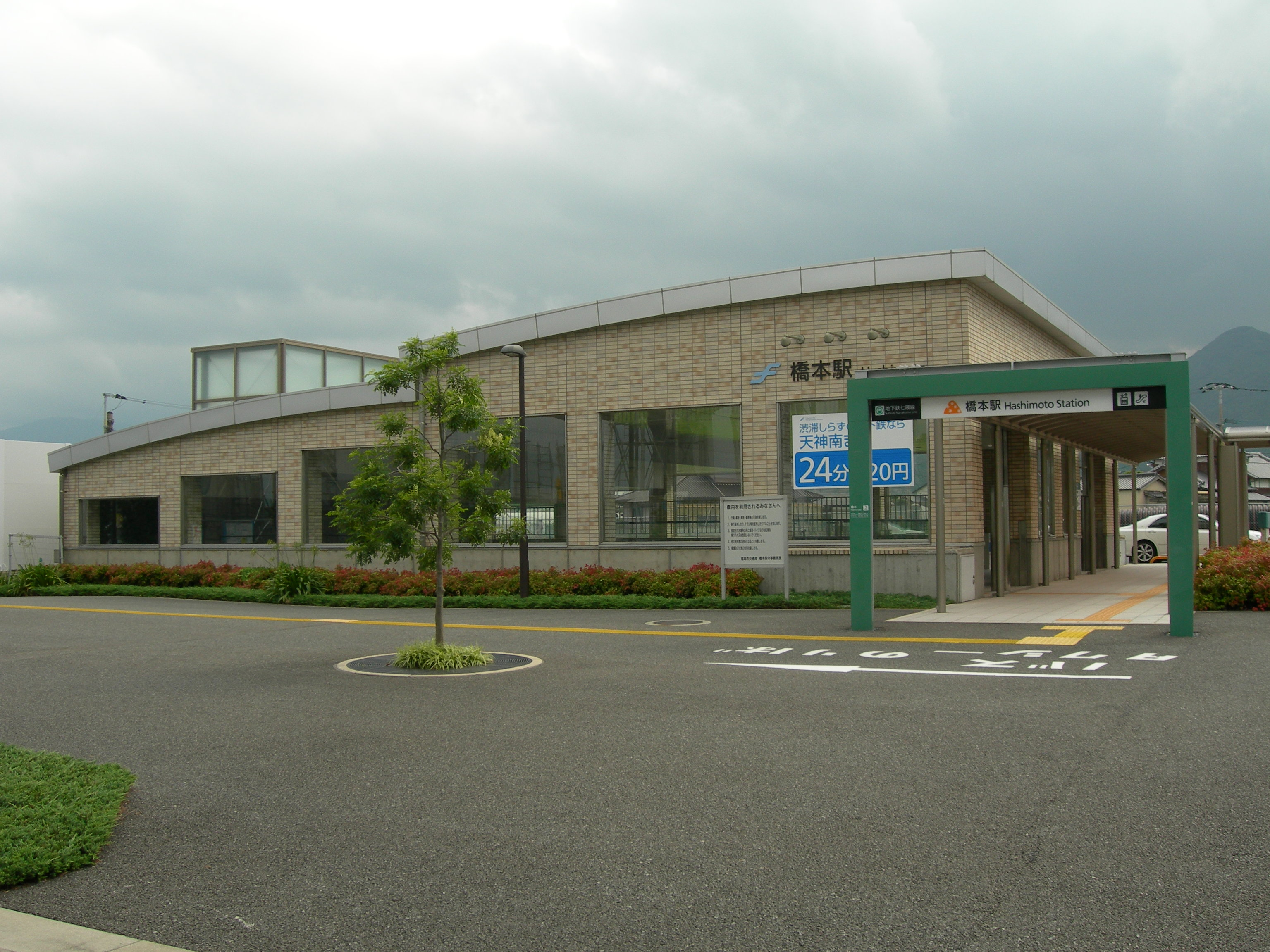
福岡市地下鉄七隈線橋本駅出入口

### 道路
- 福岡外環状道路
- 福岡県道560号都地姪浜線
- 福岡県道561号周船寺有田線
- 福岡高速道路環状線福重出入口※名称は「福重出入口」だが、橋本1丁目に所在する。

### 鉄道
- 福岡市地下鉄七隈線橋本駅

### バス
- 西鉄バス
  - 橋本
  - 橋本駅
  - 橋本西
  - 壱岐東小学校前
- 壱岐南のるーと - 西鉄が運行するオンデマンドバス「のるーと」の一路線。橋本地区内では橋本駅前とミスターマックス橋本SCにミーティングポイント（乗降地）を設けている。2020年5月31日限りで廃止された橋本駅循環ミニバスの代替として、翌6月1日より運行されている。